# Lophostoma kalkoae
Lophostoma kalkoae (Velazco & Gardner, 2012) è un Pipistrello della famiglia dei Fillostomidi endemico di Panama.

## Descrizione

### Dimensioni
Pipistrello di piccole dimensioni, con la lunghezza dell'avambraccio tra 44,6 e 45,8 mm, la lunghezza della coda tra 8,4 e 8,9 mm e la lunghezza del piede tra 12,5 e 12,8 mm.

### Aspetto
La pelliccia è lunga. Le parti dorsali sono marrone scuro, mentre le parti ventrali sono bianche lungo il petto e sull'addome e marroni chiare sui fianchi. Il muso è privo di peli, la foglia nasale è lanceolata, con la porzione anteriore fusa al labbro superiore. Sul labbro inferiore è presente un solco longitudinale circondato da piccole verruche. Le orecchie sono grandi, arrotondate, cosparse di pochi peli, con i bordi biancastri ed unite alla base anteriore da una sottile membrana. Una macchia biancastra è presente dietro la base di ogni orecchio ed è unita alla pelliccia bianca del petto da una sottile banda. La coda è corta ed inclusa completamente nell'ampio uropatagio.

## Biologia

### Comportamento
Si rifugia nelle cavità degli alberi.

### Alimentazione
Si nutre di insetti.

## Distribuzione e habitat
Questa specie è conosciuta soltanto nel Parco nazionale di Soberania, a Panama.

## Conservazione
Questa specie, essendo stata scoperta solo recentemente, non è stata sottoposta ancora a nessun criterio di conservazione.